# Amyloxenasma pruina
Amyloxenasma pruina är en svampart som först beskrevs av Bourdot & Galzin, och fick sitt nu gällande namn av Hjortstam & Ryvarden 2005. Amyloxenasma pruina ingår i släktet Amyloxenasma och familjen Amylocorticiaceae.   Inga underarter finns listade i Catalogue of Life.